# Symphytognatha globosa
Espèce
Symphytognatha globosa est une espèce d'araignées aranéomorphes de la famille des Symphytognathidae.

## Distribution
Cette espèce est endémique de Tasmanie en Australie.

## Publication originale
- Hickman, 1931 : A new family of spiders. Proceedings of the Zoological Society of London, sér. B, vol. 110, no 4, p. 1321-1328.